# Aedes mallochi
Aedes mallochi är en tvåvingeart som beskrevs av Taylor 1944. Aedes mallochi ingår i släktet Aedes och familjen stickmyggor. Inga underarter finns listade i Catalogue of Life.